# Aldeire
Aldeire település Spanyolországban, Granada tartományban. Aldeire Alquife, La Calahorra, Ferreira, Lanteira, Nevada, Valle del Zalabí és Válor községekkel határos. Lakosainak száma 592 fő (2024).
A település két nem összefüggő részre oszlik, északon egy exklávéval, Cortijo Ramos-szal – Valle del Zalabí és La Calahorra településekkel körülvéve.

## Népesség
A település népessége az elmúlt években az alábbi módon változott:
| Lakosok száma | 773  | 747  | 727  | 707  | 677  | 644  | 639  | 615  | 623  | 592  |
|               | 2001 | 2004 | 2006 | 2009 | 2011 | 2014 | 2016 | 2019 | 2021 | 2024 |

## Gazdasága
Az Andasol naperőmű a közösségben található.